# Escudete

Exemplo de escudete.

Em heráldica, chama-se escudete ou sobrescudo à peça honorável que consiste num escudo de pequeno tamanho, com a mesma forma que o principal e com umas dimensões equivalentes a sua terceira parte. Encontra-se situado em abismo, colocado no centro do brasão principal. Tem sido frequente que fossem concedidos por parte de algum monarca.
Quando está só no escudo sem mistura de outras armas se entende por peça de honra como o são todas as demais figuras. Mas quando há outras partições no escudo, serve para pôr as principais armas da Casa, sempre que o maior esteja cheio de diferentes alianças de forma que o mesmo é ver o escudo pequeno sobretudo ou escudo de diferentes armas, que entender que as que inclui são as armas do nome ou título daquela família e as outras suas alianças. Bem como compreende-se nos outros escudos de diferentes quartéis ser as armas principais da casa as que estão no primeiro quartel do alto e destra do escudo e as restantes as dependências e inclusões que tem com outras.
De acordo com o historiador Eduardo Duarte, as quinas das armas de Portugal são escudetes.